# Lnica kreskowana

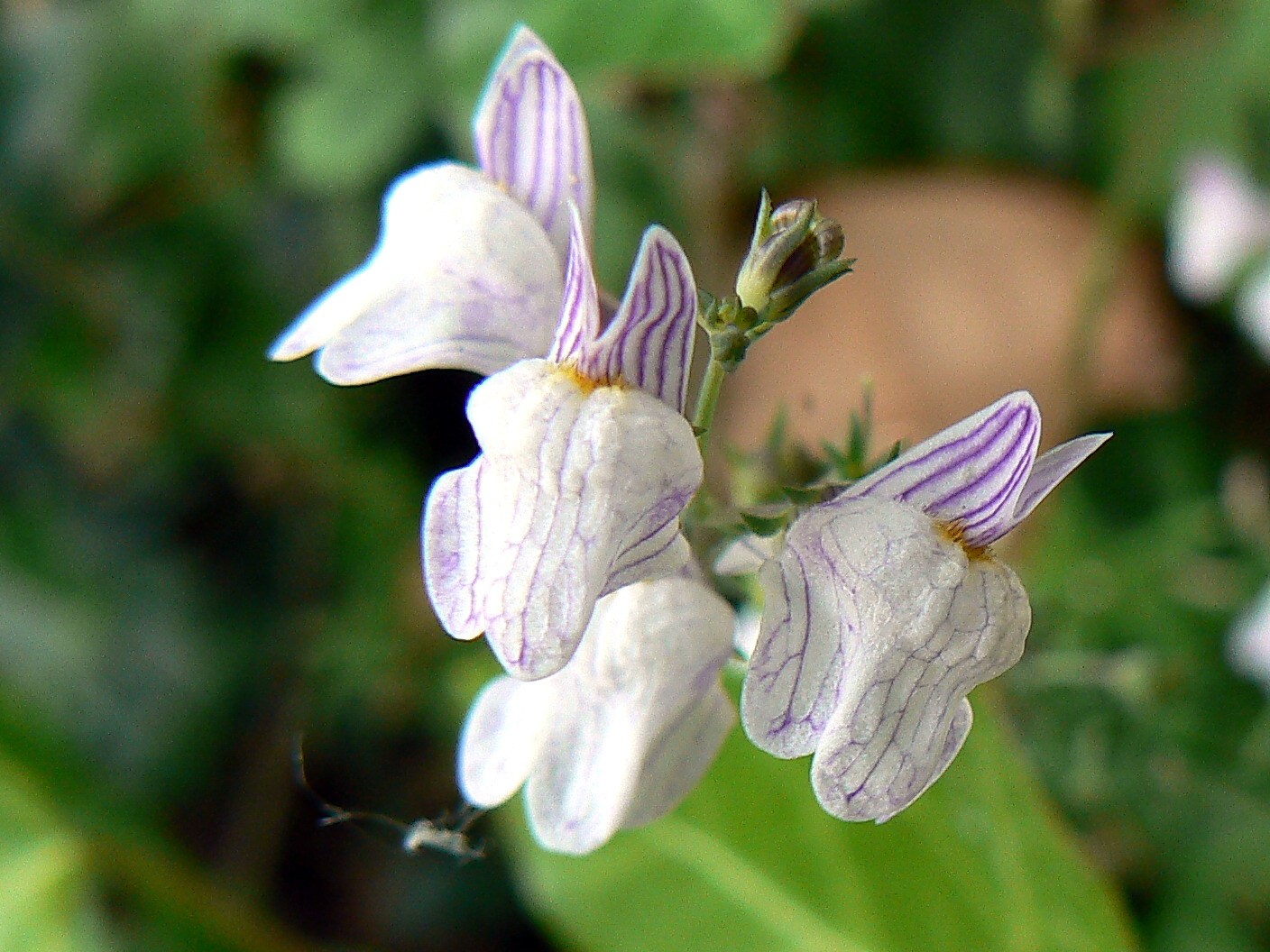
Kwiaty

Lnica kreskowana (Linaria repens (L.) Mill.) – gatunek rośliny z rodziny babkowatych. Występuje jako gatunek rodzimy w południowo-zachodniej Europie (od Hiszpanii po Niemcy i Włochy), ale został szeroko rozpowszechniony i jako introdukowany rośnie w wielu krajach Europy Środkowej i Północnej, w Turcji, we wschodniej części Ameryki Północnej i na Nowej Zelandii. W Polsce gatunek znany jest z nielicznych stanowisk, rzadki jest zwłaszcza we wschodniej części kraju. Jest coraz częściej zawlekany, ale często tylko przejściowo – stąd ma status efemerofita i kenofita. 

## Morfologia
PokrójRoślina zielna, o pędzie nagim, mającym postać cienkiego pełzającego kłącza, z którego wyrastają liczne, gałęziste, prosto wzniesione lub podnoszące się łodygi osiągające zwykle 30–80 cm wysokości, rzadko do 120 cm wysokości.
LiścieDolne zebrane w okółki po 3–4, górne skrętoległe. Osadzone na krótkim ogonku (do 2 mm długości) lub niemal siedzące. Osiągają do 5 cm długości i 1–5 mm szerokości, równowąsko lancetowate lub równowąskie, u nasady klinowato zwężone, całobrzegie, z brzegiem nieco podwiniętym, z pojedynczą żyłką centralną.
KwiatyWyrastają w wydłużonych, luźnych gronach. Kwiaty osadzone są na szypułkach osiągających 3–6 mm długości i wsparte są przysadkami wyraźnie mniejszymi od liści. Kielich z lancetowatymi, zaostrzonymi działkami do 3,5 mm długości. Korona grzbiecista, niebieskawoliliowa lub niebieskawobiała, czasem żółtawobiała, z fioletowymi kreskami i z żółtą, rzadko białą gardzielą. Osiąga do 1,5 cm długości wraz z wyprostowaną ostrogą. Pręciki są cztery, dwusilne, i nagie poza nielicznymi włoskami u nasady. Zalążnia kulista, naga, długości 4–5 mm.
OwoceKulistawate, nagie torebki osiągające do 5 mm długości. Otwierają się od szczytu pękającymi klapami w liczbie od 2 do 10. Nasiona długości ok. 1 mm, są jajowatotrójkątne z ostrymi kantami i pomarszczonymi powierzchniami między nimi.

## Biologia i ekologia
Bylina. Rośnie na siedliskach ruderalnych, na przydrożach, przytorzach, murach, odłogach i skrajach pól. Kwitnie od czerwca do września. 